# Реда (город)
Ре́да (пол. Reda, нем. Rheda, кашуб. Réda)  —  город  в Польше, входит в Поморское воеводство,  Вейхеровский повят.  Занимает площадь 29,45 км². Население — 20 012 человек (на 2005 год).

## История
Статус города получил 1 января 1967 года.

## Фотографии

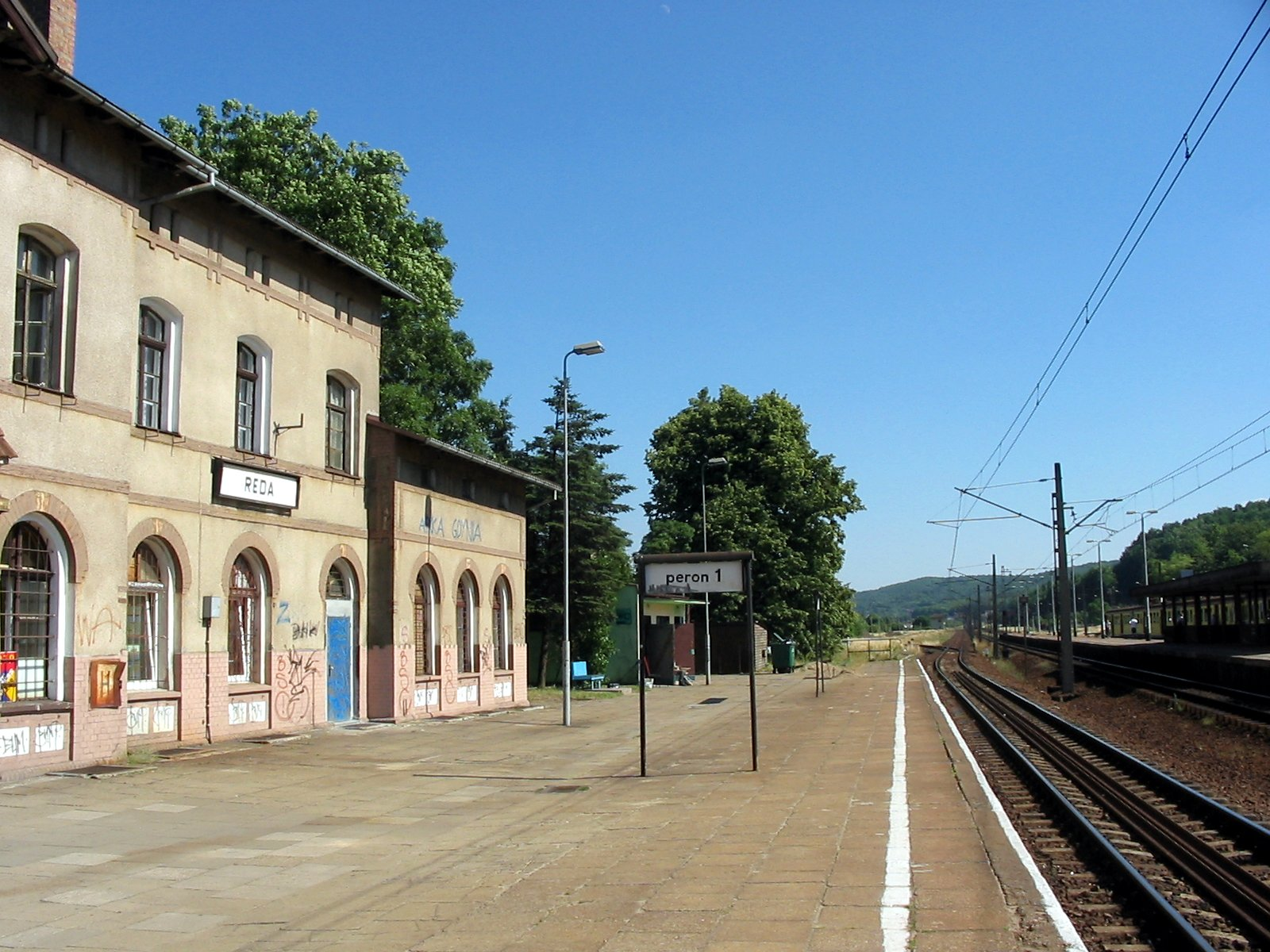
Вокзал
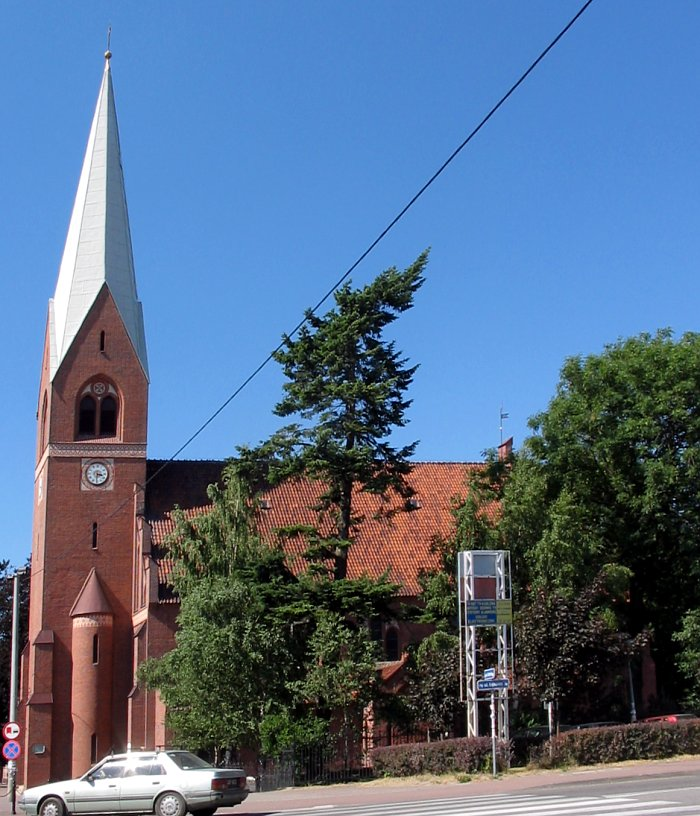
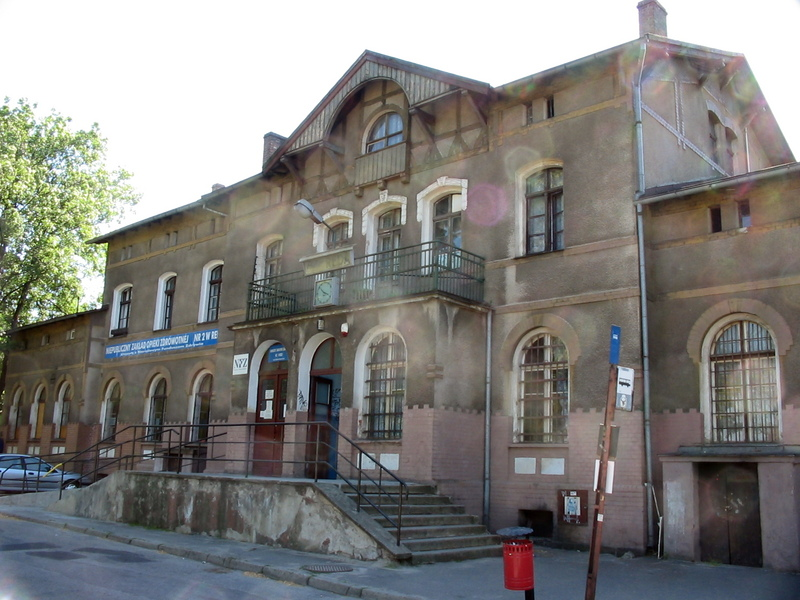
Вокзал